# 八穀增廿九
天貓座14，又名BD+59 1028，HD 49618、SAO 26012、HR 2520，是天貓座的一颗恒星，视星等为5.33，位于銀經156.54，銀緯23.32，其B1900.0坐标为赤經6h 44m 15.9s，赤緯+59° 23.32′ 2″。